# Östra Tallvattensjön
Östra Tallvattensjön är en sjö i Dorotea kommun i Lappland och ingår i Ångermanälvens huvudavrinningsområde. Sjön har en area på 0,218 kvadratkilometer och ligger 414,1 meter över havet. Sjön avvattnas av vattendraget Risbäcken.

## Delavrinningsområde
Östra Tallvattensjön ingår i det delavrinningsområde (713962-152709) som SMHI kallar för Utloppet av Östra Tallvattensjön. Medelhöjden är 432 meter över havet och ytan är 3,69 kvadratkilometer. Det finns inga avrinningsområden uppströms utan avrinningsområdet är högsta punkten. Risbäcken som avvattnar avrinningsområdet har biflödesordning 5, vilket innebär att vattnet flödar genom totalt 5 vattendrag innan det når havet efter 251 kilometer. Avrinningsområdet består mestadels av skog (65 procent) och sankmarker (29 procent). Avrinningsområdet har 0,22 kvadratkilometer vattenytor vilket ger det en sjöprocent på 5,9 procent.